# Acacia huberi
Acacia huberi é uma espécie de leguminosa do gênero Acacia, pertencente à família Fabaceae.